# Sportvereniging Dynamo 2023-2024 (femminile)
Questa voce raccoglie le informazioni riguardanti la Sportvereniging Dynamo nelle competizioni ufficiali della stagione 2023-2024.

## Stagione
La Sportvereniging Dynamo partecipa alla stagione 2023-24 con la denominazione sponsorizzata Draisma Dynamo.
Si classifica al settimo posto nella regular season di Eredivisie, qualificandosi per la Pool B, dalla quale accede ai play-off scudetto, spingendosi fino alle semifinali, in cui esce per mano dello Sneek. In Coppa dei Paesi Bassi viene invece eliminato ai quarti di finale, sconfitto dallo Zwolle.

## Organigramma societario
Area direttiva
- Presidente: Peter de Vries
- Team manager: Ernst Lettink

Area organizzativa
- Custode: Monique van Maldegen

Area tecnica
- Allenatore: Arjen Schimmel
- Secondo allenatore: Jorg Radstake
- Assistente allenatore:
- Scoutman: Marvin Nij Bijvank

Area sanitaria
- Fisioterapista: Wouter Langendijk, Collin Denekamp

## Rosa
| N° | Nome              | Ruolo | Data di nascita   | Nazionalità sportiva |
| -- | ----------------- | ----- | ----------------- | -------------------- |
| 1  | Ruth Zijlstra     | L     | 22 novembre 1997  | Paesi Bassi          |
| 2  | Lotte Bruinsma    | S     | 20 giugno 2004    | Paesi Bassi          |
| 3  | Luna Strikwerda   | P     | 10 giugno 2006    | Paesi Bassi          |
| 4  | Kirsten Knip      | L     | 14 settembre 1992 | Paesi Bassi          |
| 5  | Britt van de Kooi | C     | 10 agosto 2005    | Paesi Bassi          |
| 6  | Carlijn Radstake  | P     | 26 aprile 2005    | Paesi Bassi          |
| 7  | Fleur Schaars     | C     | 18 giugno 2000    | Paesi Bassi          |
| 9  | Benthe Wismans    | S     | 29 novembre 1999  | Paesi Bassi          |
| 10 | Anna Zijl         | O     | 19 febbraio 2002  | Paesi Bassi          |
| 11 | Sarah Knol        | S     | 18 gennaio 2001   | Paesi Bassi          |
| 12 | Suus Gerritsen    | O     | 7 ottobre 2005    | Paesi Bassi          |
| 13 | Dagmar Mourits    | S     | 13 marzo 2004     | Paesi Bassi          |
| 14 | Aysha Meering     | O     | 28 marzo 2007     | Paesi Bassi          |
| -  | Saar Meijer       | S     | 2 luglio 2008     | Paesi Bassi          |
| -  | Caya van Cooten   | S     | 20 luglio 1997    | Paesi Bassi          |

## Risultati

### Coppa dei Paesi Bassi
| Terzo turno - 28 novembre 2023 Sporthal De Schalm, Ootmarsum       | Set-Up'65        | 0 - 3 | Dynamo Apeldoorn | 27-29, 24-26, 18-25        |
| Ottavi di finale - 23 dicembre 2024 Omnisport Apeldoorn, Apeldoorn | Dynamo Apeldoorn | 3 - 1 | Peelpush         | 19-25, 25-12, 26-24, 25-23 |
| Quarti di finale - 25 gennaio 2024 Omnisport Apeldoorn, Apeldoorn  | Dynamo Apeldoorn | 1 - 3 | Zwolle           | 17-25, 20-25, 25-16, 14-25 |

## Statistiche

### Statistiche di squadra
| Competizione          | Punti | In casa | In casa | In casa | In trasferta | In trasferta | In trasferta | Totale | Totale | Totale |
| Competizione          | Punti | G       | V       | P       | G            | V            | P            | G      | V      | P      |
| --------------------- | ----- | ------- | ------- | ------- | ------------ | ------------ | ------------ | ------ | ------ | ------ |
| Eredivisie            | 18/32 | 16      | 8       | 8       | 16           | 10           | 6            | 32     | 18     | 14     |
| Coppa dei Paesi Bassi | -     | 2       | 1       | 1       | 0            | 0            | 0            | 2      | 1      | 1      |
| Totale                | -     | 18      | 9       | 9       | 16           | 10           | 6            | 34     | 19     | 15     |

### Statistiche dei giocatori
| Giocatrice     | Eredivisie | Eredivisie | Eredivisie | Eredivisie | Eredivisie |
| Giocatrice     | P          | PT         | AV         | MV         | BV         |
| -------------- | ---------- | ---------- | ---------- | ---------- | ---------- |
| L. Bruinsma    | ?          | 77         | 62         | 5          | 10         |
| S. Gerritsen   | ?          | 288        | 181        | 52         | 55         |
| K. Knip        | ?          | 0          | 0          | 0          | 0          |
| S. Knol        | ?          | 108        | 80         | 18         | 10         |
| A. Meering     | ?          | 48         | 41         | 7          | 0          |
| S. Meijer      | ?          | 11         | 9          | 1          | 1          |
| D. Mourits     | ?          | 404        | 328        | 44         | 32         |
| C. Radstake    | ?          | 21         | 8          | 3          | 10         |
| F. Schaars     | ?          | 197        | 137        | 38         | 22         |
| L. Strikwerda  | ?          | 123        | 40         | 35         | 48         |
| B. van de Kooi | ?          | 121        | 77         | 21         | 23         |
| C. van Cooten  | ?          | 112        | 100        | 6          | 6          |
| B. Wismans     | ?          | 376        | 314        | 40         | 22         |
| A. Zijl        | ?          | 116        | 91         | 14         | 11         |
| R. Zijlstra    | ?          | 0          | 0          | 0          | 0          |

P = presenze; PT = punti totali; AV = attacchi vincenti; MV = muri vincenti; BV = battute vincenti

NB: Non sono disponibili i dati relativi alla Coppa dei Paesi Bassi e, di conseguenza, quelli totali